# BR-481
De BR-481 is een federale weg in de deelstaat Rio Grande do Sul in het zuiden van Brazilië. De weg is een verbindingsweg tussen Cruz Alta en Novo Cabrais.
De weg heeft een lengte van 180 kilometer.

## Aansluitende wegen
- BR-158, BR-377 en RS-342 bij Cruz Alta
- RS-525
- RS-347 en RS-400 bij Sobradinho
- BR-153 en BR-287 bij Novo Cabrais

## Plaatsen
Langs de route liggen de volgende plaatsen:
- Cruz Alta
- Salto do Jacuí
- Estrela Velha
- Arroio do Tigre
- Sobradinho
- Cerro Branco
- Novo Cabrais